# 2995 Taratuta
2995 Taratuta eller 1978 QK är en asteroid i huvudbältet som upptäcktes den 31 augusti 1978 av den rysk-sovjetiske astronomen Nikolaj Tjernych vid Krims astrofysiska observatorium på Krim. Den har fått sitt namn efter författaren Evgeniya A. Taratuta.
Asteroiden har en diameter på ungefär 16 kilometer.